# 스렘스키카를로브치

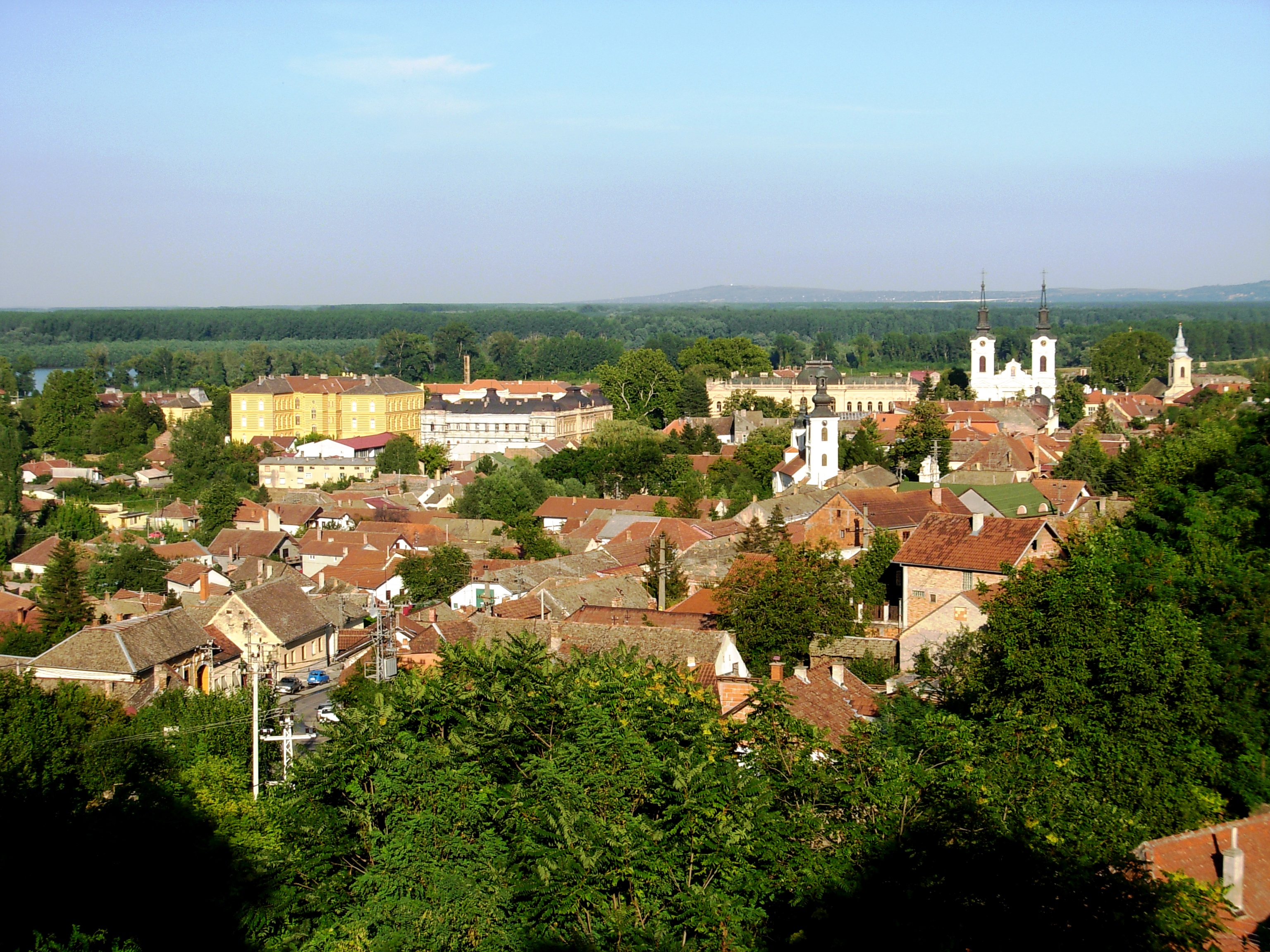
스렘스키카를로브치 시가지

스렘스키카를로브치(세르비아어: Сремски Карловци, Sremski Karlovci)는 세르비아 보이보디나 자치주의 도시로, 행정 구역상으로는 남바치카 구에 속하며 면적은 51km2, 인구는 8,839명(2002년 기준)이다. 다뉴브강과 접하고 있고 노비사드(보이보디나 자치주의 주도)에서 8km 정도 떨어진 곳에 위치한다. 1699년 1월 26일에 체결된 카를로비츠 조약으로 유명한 곳이다.

## 인구
| 연도  | 인구  | ±%     |
| ----- | ----- | ------ |
| 1948  | 5,350 | —      |
| 1953  | 5,618 | +5.0%  |
| 1961  | 6,390 | +13.7% |
| 1971  | 7,040 | +10.2% |
| 1981  | 7,547 | +7.2%  |
| 1991  | 7,534 | −0.2%  |
| 2002  | 8,839 | +17.3% |
| 2011  | 8,750 | −1.0%  |
| 출처: |       |        |

## 사진

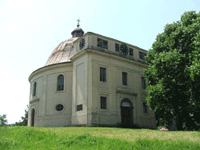
카를로비츠 조약 협상이 열린 카펠라 미라 예배당
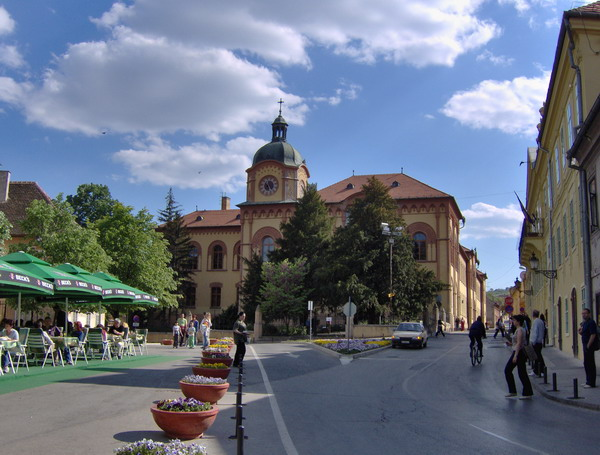
카를로브치 김나지움

## 자매 도시
- 프랑스 에메
- 몬테네그로 티바트 (2007년)
- 러시아 노보체르카스크
- 러시아 세르기예프포사트
- 러시아 바타이스크
- 슬로바키아 바르데요우

## 같이 보기
- 시르미아